# المرأة ذات البسمتين
المرأة ذات البسمتين، بالفرنسية La Femme aux deux sourires ، رواية بوليسية من تأليف موريس لوبلان وظهرت فيها شخصية أرسين لوبين، نشرت لأول مرة مجزأة على 46 جزءا في جريدة Le Journal بين 6 حزيران/يونيو و20 أغسطس/آب 1932 قبل أن يعاد نشرها مجمعة في كتاب واحد في يوليو/تموز 1933.

## ملخص الرواية
«كلارا الشقراء» هذا هو اسم المرأة التي يهتم المفتش جورجي باقتفاء آثارها لأعمالها المشبوهة. عن طريق الصدفة تخطأ كلارا بقرع باب منزل أرسين لوبين، في حين أنها جاءت لرؤية جاره القاطن في الطابق العلوي، المركيز أرليمون. يزداد اهتمام لوبين بهذا المركيز، وتحديدا بثورة عائلته، خاصة بعد أن يجد رسالة كتب عليها المركيز:«الميراث الذي تركه جدي لازال لحد الآن مفقودا». يخطط لوبين للقيام بعملية سطو جديدة ببحثه عن هذا الميراث، لكنه يصطدم بمنافس جديد، كلارا الشقراء، التي يبدو أنها تمتلك نفس مواهب لوبين في السرقة.

## الاقتباس
تم اقتباس إحدى حلقات مسلسل «أرسين لوبين» من هذه الرواية، حملت الحلقة نفس عنوان الرواية، من إنتاج قناة تي أف 1 وبطولة جورج ديكريار بدور لوبين. عرضت في 6 مايو/آيار 1971 ومدتها 60 دقيقة.

## الترجمة العربية
ترجمة الرواية بعنوان ذو الوجهين نشرتها مكتبة معروف. ملاحظة: يحتوي الكتاب ايضًا على قصتين للـ لوبين من مجموعة أسرار أرسين لوبين في نهاية الكتاب.

## روابط خارجية
باللغة الفرنسية
- تحميل الرواية مجانا.
- معلومات حول حلقة مسلسل أرسين لوبين المقتبسة من الرواية.